# 馬王場駅
馬王場駅（ばおうじょう-えき）は、中華人民共和国重慶市九竜坡区に位置する重慶軌道交通2号線の駅である。駅番号は215。

## 駅構造
相対式ホーム2面2線の高架駅。
| 2号線ホーム (3F) | 相対式ホーム            |
| 2号線ホーム (3F) | ←2号線 大坪・較場口方面 |
| 2号線ホーム (3F) | 2号線 新山村方面→       |
| 2号線ホーム (3F) | 相対式ホーム            |

## 駅周辺
当駅は袁茄路の真上に位置する。
- 重慶市九竜坡区第一中医医院

## 歴史
- 2006年7月1日 - 開業。

## 隣の駅
重慶軌道交通
■2号線
大堰村駅 (214) - 馬王場駅 (215) - 平安駅 (216)